# Genkai-Quasi-Nationalpark
Der Genkai-Quasi-Nationalpark (japanisch 玄海国定公園 Genkai kokutei kōen) ist einer von über 50 Quasi-Nationalparks in Japan. Das Parkgebiet umfasst eine Fläche von ca. 270 km² und liegt hauptsächlich an der Küste von Genkai-Nada, in den Präfekturen Fukuoka, Saga und Nagasaki, die für die Verwaltung des am 1. Juni 1956 gegründeten Parks zuständig sind. Mit der IUCN-Kategorie V ist das Parkgebiet als Geschützte Landschaft/Geschütztes Marines Gebiet klassifiziert. Die Küstenregion vom nördlichen Teil der Stadt Karatsu in der Präfektur Saga bis zur Bucht von Imari ist als für ihre Riaküste und vielen terrassenförmig angelegten Reisfelder bekannt. Auf dem Parkgebiet befinden sich zudem zahlreiche Pinienwälder. Ein Unterwasserobservatorium befindet sich am Kap Hato, dem nördlichsten Punkt der Higashi-Matsuura-Halbinsel. Die Insel Iroha in der Bucht von Imari bietet einen der bedeutendsten Aussichtspunkte des Parks.
Wichtige Landmarken
- Insel Shikanoshima (志賀島): Für die Entdeckung des Goldsiegels (Nationalschatz) im Jahr 1784 bekannt, welches zur Verifizierung des Staates Na führte. Durch Uminonakamichi mit dem Land verbunden.
- Itoshima-Halbinsel
- Insel Iroha: In der Bucht von Imari

## Galerie

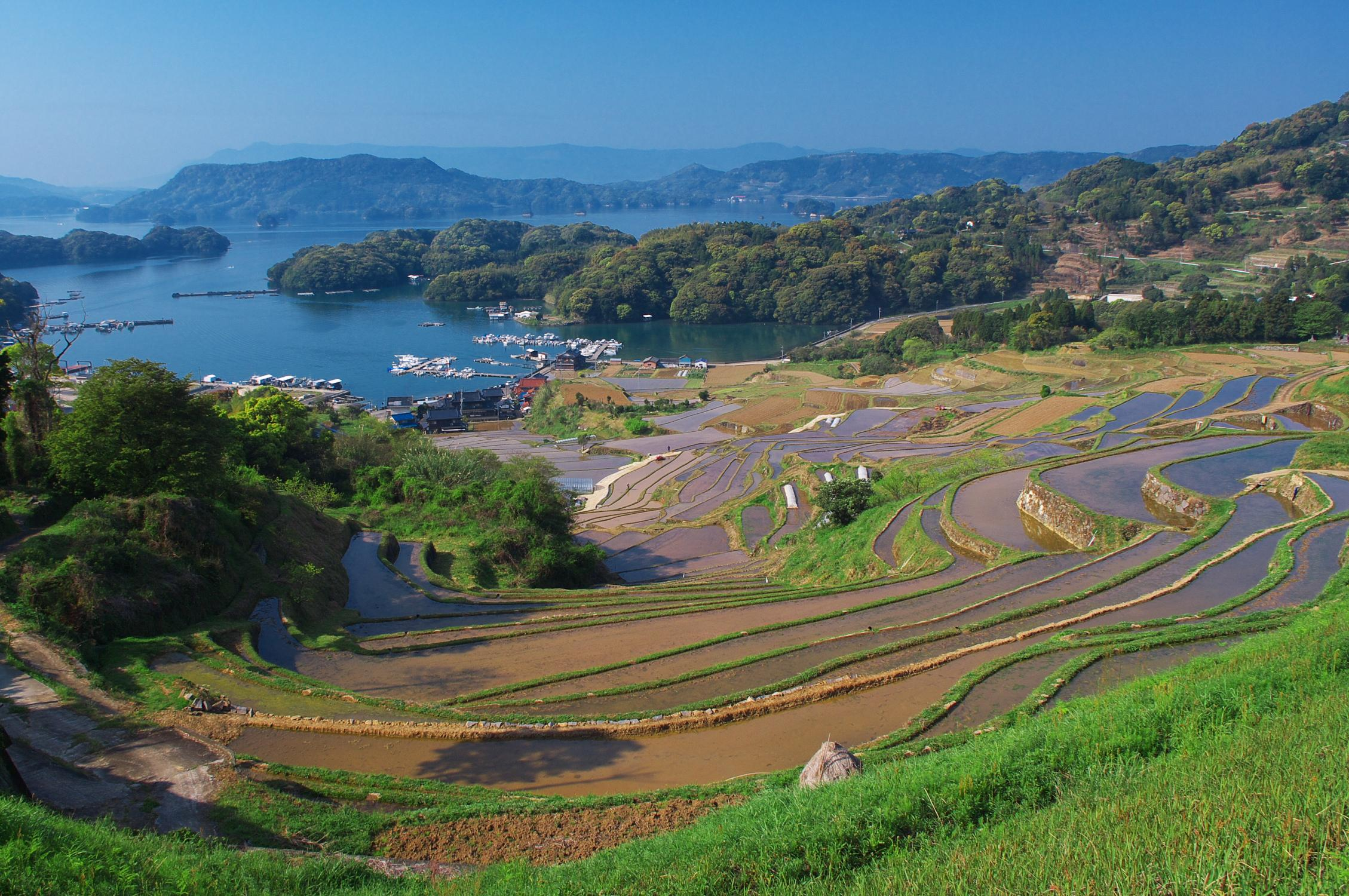
Oura Reisterrassen und Imari-Bucht
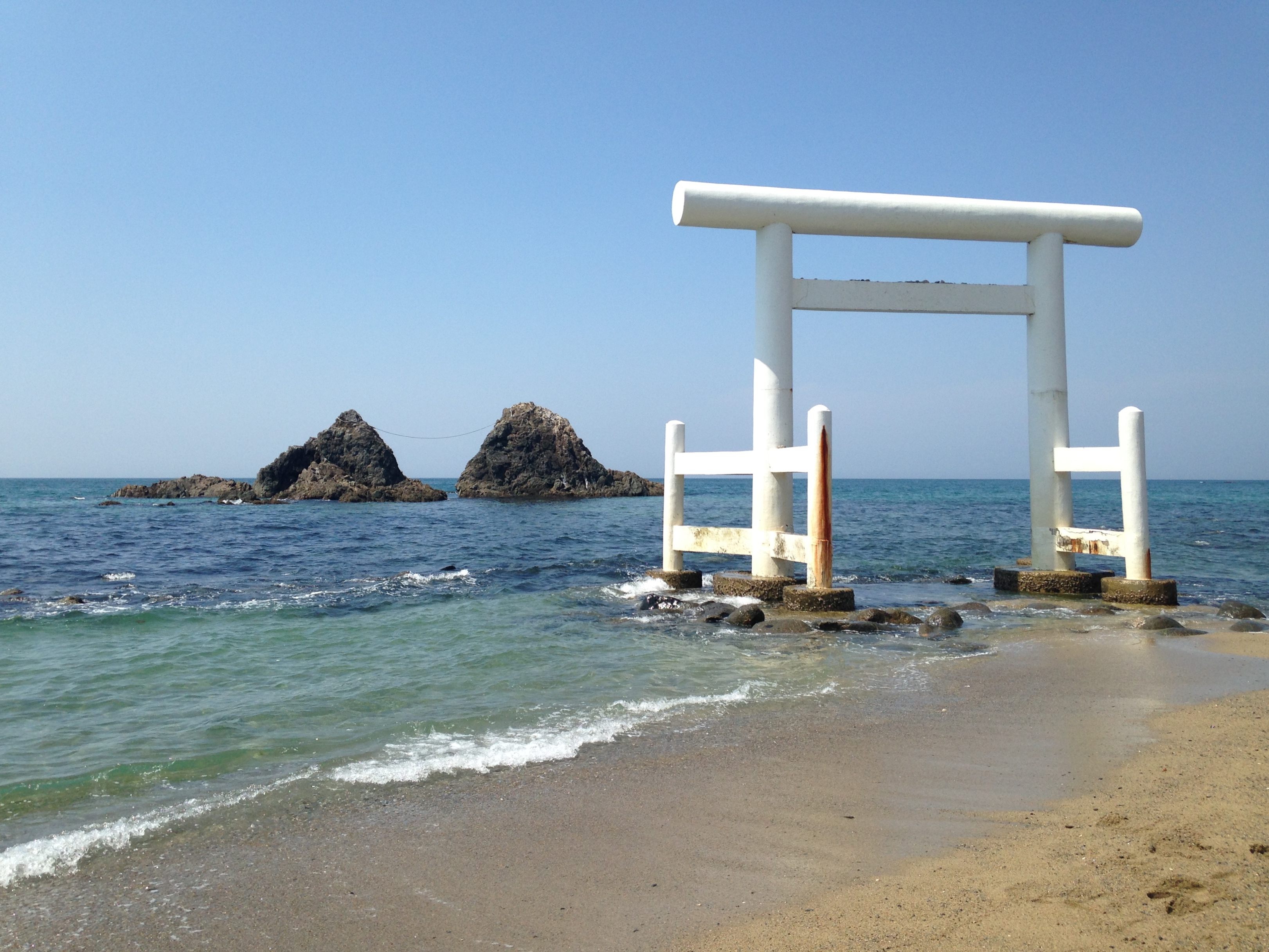
Weißes Torii auf dem Strand von Futamigaura